# Vajda Zsuzsanna (pszichológus)
Vajda Zsuzsanna (Budapest, 1949. február 7. –) magyar pszichológus.
Kutatási területei: A gyermekkor, a fejlődés és a nevelés pszichológiai kérdései, a fejlődéslélektan elméleti problémái, a gyermekfelfogás kulturális kontextusa, pszichológiatörténet, tudományfilozófia.

## Életpályája

### Tudományos előmenetele
Felsőfokú tanulmányokat az Eötvös Loránd Tudományegyetemen (1967–1972) és a Moszkvai Állami Egyetemen (1972) folytatott. Okleveles klinikai pszichológus és orosz nyelvtanári diplomát szerzett. 1984-ben tett egyetemi doktori vizsgát, 1992-ben lett a pszichológia tudományok kandidátusa. 1995. július 1-én egyetemi docenssé nevezték ki. 2001-ben habilitált a Pécsi Tudományegyetemen. 2008. január 1-jén egyetemi tanári kinevezést kapott.

### Munkaállomásai
Első munkahelye az ország legnagyobb iparvállalata, a Csepel Vas- és Fémművek Társadalomtudományi Osztálya volt. A feladata a munkahelyi légkör és a dolgozók közötti kapcsolatok vizsgálata, az elvándorlás okainak felderítése volt. Más szakemberekkel együtt  komplex tanulmányt készített, amely nem kerülhetett a nyilvánosság elé kritikus megállapításai miatt.  1974-től a Munkaügyi Kutatóintézetben helyezkedett el, abban a reményben, hogy a társadalmi problémák iránti érdeklődésének megfelelően tovább működhet a pszichológia és a szociológia határterületén, de a várakozásai nem teljesültek, ezért. 1976-tól eredeti klinikai pszichológusi minősítésénekl megfelelően gyermek-klinikusként helyezkedett el a XIII. kerületi Nevelési Tanácsadóban dolgozott családgondozóként, terapeutaként. Részt vett a nevelési tanácsadók továbbképzési tanfolyamainak megszervezésében, tanulmányokat és szociográfiákat készített a munkája során keletkezett tapasztalatokból.
1980-ban az MSZMP Társadalomtudományi Intézete szerződtette az  Ifjúsági kutatócsoportba,  a szegénység - társadalmi egyenlőtlenség kutatására. Részt vett az iskolai lemorzsolódás országos vizsgálatában és két esettanulmányt készített, amelyekben jellegzetes szegénységi helyzeteket - tanyasi szegénység, illetve cigányok szegénysége - dolgozott fel. 1984-ben megvédett egyetemi doktori disszertációja a hátrányos helyzet és a logikus gondolkodás összefüggéseivel foglalkozott.Kutatói tevékenységével párhuzamosan félállásban az oktatói munkában is részt vett, a Bokréta utcai Nevelőotthonban dolgozott.
Két leánygyermeke született, Víg Julianna (1978) és Szerényi Márta (1984)
Mivel a szegénységkutatás a Társadalomtudományi Intézetben 1986-ban befejeződött, Vajda az MTA Pszichológiai Intézetébe került át tudományos munkatársnak, a Társadalomtudományi Csoportba. A csoport ekkor a pszichoanalízis hazai recepciótörténetének, a Budapesti pszichoanalitikus iskola tevékenységének kutatásával foglalkozott. Ekkor Vajda a budapesti pszichoanalitikusok neveléssel kapcsolatos nézeteinek feldolgozását választotta, amelyből 1992-ben megszületett kandidátusi disszertációja. A kandidátusi cím elnyerése után főmunkatársnak nevezték ki.
1994-ben a Soros Alapítvány által szervezett tanulmányúton vett részt az Amerikai Egyesült Államokban. Az út során a head start nevű felzárkóztató program gyakorlati működését tanulmányozta, hazai adaptáció céljából. Tapasztalatai szerint a program előkészítetlen volt, nem illeszkedett a hazai intézmények rendszerébe és nem értett egyet magával a programmal sem. Bíráló megjegyzései miatt a programból végül kizárták. 
1992-ben kezdte felsőoktatási tevékenységét, kezdetben félállásban, majd 1994-től teljes állásban   a József Attila Tudományegyetem (ma Szegedi Tudományegyetem) Pszichológia tanszékének vezetője lett, A Debreceni Egyetem Pszichológiai Intézete és annak vezetője, Kovács Zoltán támogatásával, valamint Pléh Csaba közreműködésével létrehozta az önálló pszichológusképzést a szegedi egyetemen. Bár a képzés fejlődött és kiválóan működött, 2005-ben vezető kollégái, részben külső szakmai intrikáknak hitelt adva távozásra kényszerítették. Az ezt követő 4 évben a Miskolci Egyetem Tanárképző Intézete Pszichológiai Tanszékének vezetője volt, 2008-ban egyetemi tanárrá nevezték ki. Sajnos, a tervezett pszichológusképzést nem sikerült beindítani, végül 2010-ben Vajda Zsuzsanna elfogadta a Corvinus Egyetem budapesti állásajánlatát. Innen ment nyugdíjba 2014-ben. Jelenleg a Károli Gáspár Református Egyetem Pszichológiai Intézetének tanára. 
2006 és 2008 között a London School of Economics ösztöndíjasa volt.
Szakcikkek, tanulmányok, könyvek szerzője. Magyar és külföldi szakfolyóiratokban megjelent cikkei, továbbá kötet- és folyóirat szerkesztései, valamint bevezetői könyvekhez, szintén figyelmet érdemelnek.

## Művei (válogatás)

### Szakkönyvek és tankönyvek
- A marginalitás szociálpszichológiája. Főiskolai jegyzet. Budapest, 1990
- Embergyermek, gyermekember. Népszerű fejlődés- és neveléslélektan szülőknek. Budapest, 1991
- Nevelés, pszichológia, kultúra. Dinasztia Kiadó, Budapest, 1994
- A pszichoanalízis budapesti iskolája és a nevelés. Budapest, Sík Kiadó Kft., 1995
- Emberismeret pedagógusoknak. Segédanyag a NAT-ban foglalt követelmények teljesítéséhez. OKI, Budapest, 1998
- Szemben a képernyővel: az audiovizuális média hatása a személyiségre. Kósa Évával. Eötvös József Kiadó, Budapest, 1998
- A gyermek pszichológiai fejlődése. Helikon, Budapest, 1999 (átdolg. kiadások 2001, 2006)
- Pszichológia és nevelés; szerk. Vajda Zsuzsanna; Akadémiai, Bp., 1999 (Pszichológiai szemle könyvtár)
- Lélektankönyv. A személyiségről, a tudatról, az érzelmekről és más pszichológiai kérdésekről; Műszaki, Bp., 2001
- Az intelligencia és az IQ-vita; szerk. Vajda Zsuzsanna; Akadémiai, Bp., 2002 (Pszichológiai szemle könyvtár)
- Személyiséglélektan. Gyógypedagógus hallgatók számára. Jegyzet; összeáll. Vajda Zsuzsa; Dávid, Kaposvár, 2002
- Vajda Zsuzsanna–Kósa Éva: Neveléslélektan; Osiris, Bp., 2005 (Osiris tankönyvek)
- A gyermek pszichológiai fejlődése; 3. átdolg. kiad.; Helikon, Bp., 2006 (Helikon universitas. Pszichológia)
- Az ember és kicsinye. A józan nevelés kézikönyve; Mérték, Bp., 2010
- A gyermek pszichológiai fejlődése; 4. bőv., átdolg. kiad.; Saxum, Bp., 2014

### Szerkesztések
- A gyermekkor története : Szöveggyűjtemény. Pukánszky Bélával. Budapest : Eötvös J. Kvk., 1998
- Pszichológia és a nevelés. Magyar Pszichológiai Szemle tematikus száma, 3. sz. 1999 ; Változatlan utánnyomás. Pszichológiai szemle könyvtár (3). Akadémiai Kiadó, Budapest, 2002.
- Az intelligencia és az IQ-vita. Budapest : Akad. K., 2002

### Sikerkönyvek
- Embergyermek - gyermekember. Népszerű fejlődés- és nevelés-lélektan szülőknek. Budapest, Göncöl, 1991
- Mi - ti - ők. A társas lélektan rejtelmei serdülők számára. Budapest, Dinasztia Kiadó, 1993
- Lélektankönyv : a személyiségről, a tudatról, az érzelmekről és más pszichológiai kérdésekről. Budapest, Műszaki Könyvkiadó, 2001

## Társasági tagság
- Magyar Pszichológiai Társaság
- Magyar Pszichológusok Egyesülete (alapítója és elnöke)

## Díjak
- Széchenyi Professzori Ösztöndíj (2000–2003)

## Külső hivatkozások
- Dr. Vajda Zsuzsanna a Miskolci Egyetem honlapján Archiválva 2009. március 18-i dátummal a Wayback Machine-ben
- Vajda Zsuzsanna: Részekből egészet? Integráció az oktatásban
- A társadalom időbeosztásának kiszolgáltatott egyén – beszélgetés Dr. Vajda Zsuzsanna pszichológussal, 2006